# Garantía de origen

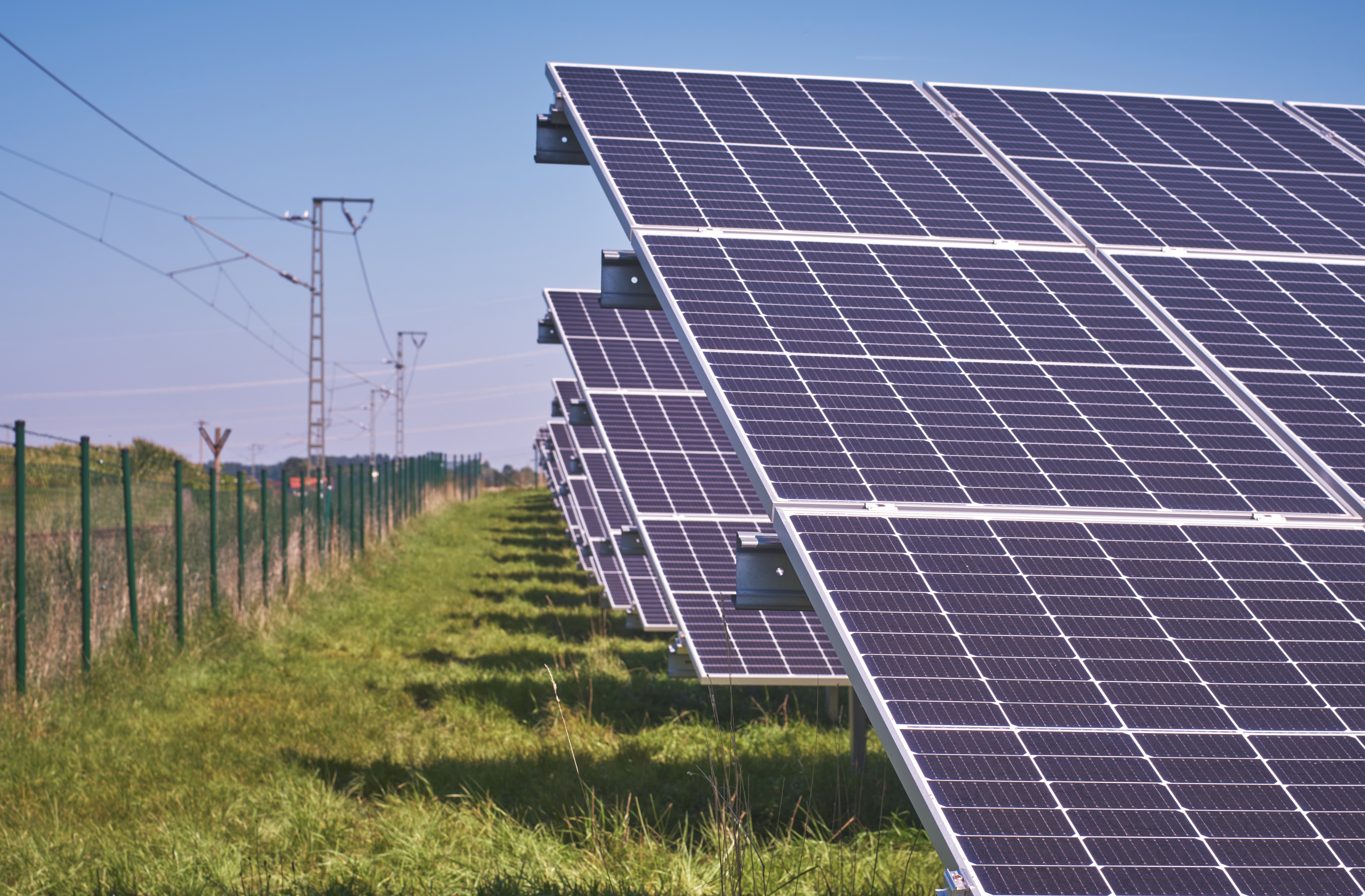
Central solar fotovoltaica. Una garantía de origen es una forma de certificar que la electricidad producida por estas centrales es renovable.

Una garantía de origen (GO por siglas que, en español, coinciden con las inglesas, o, menos habitualmente, GoO, otras siglas en inglés) es un certificado energético definido en el artículo 19 de la Directiva Europea 2018/2001/CE (anteriormente en el artículo 15 de la Directiva Europea 2009/28/CE). Una GO certifica los atributos de la electricidad, el gas (incluido el hidrógeno), la calefacción y la refrigeración, especialmente los que provienen de fuentes renovables, y proporciona información a los consumidores energéticos sobre la fuente de su energía. Las garantías de origen son los únicos instrumentos definidos que acreditan el origen de la electricidad generada a partir de energía renovable.

## Certificado
Cuando un suministrador de energía tiene una GO válida en funcionamiento, esta GO es una etiqueta verde o rastreador verde que garantiza que se ha producido un megavatio hora (MWh) de energía a partir energías renovables. Las garantías de origen se negocian en los mercados correspondientes, y cuando una empresa compra garantías de origen, como prueba de la electricidad o el gas entregado o consumido, las garantías de origen que corresponden a esa electricidad o ese gas se cancelan en un registro de certificados electrónicos. Este instrumento estandarizado permite rastrear la propiedad única, verificar las afirmaciones de compradores y vendedores y asegurar que las GO solo se vendan una vez.
Las garantías de origen se emiten electrónicamente para una cantidad de energía generada (una GO por MWh), que los proveedores comercializan y canjean (es decir, utilizan) como prueba de la fuente de la electricidad entregada. La generación a partir de energía renovable es el atributo más buscado. Algunos países emiten GO para todos los tipos de combustibles utilizados en la generación de electricidad o gas (por ejemplo, electricidad procedente de centrales nucleares o hidrógeno con bajas emisiones de carbono).
Las garantías de origen no deben confundirse con la denominación de origen (para productos agrícolas), ni con el Estándar de Energía Verde de Eugene, ni con el esquema de etiquetado de EKOenergy. Los 2 últimos proporcionan a los consumidores más información sobre la energía que gastan (transparencia). Sin embargo, Eugene y EKOenergy van más allá al exigir adicionalidad (que la energía renovable que identifican haya sido añadida a la red de generación eléctrica). Eugene y EKOenergy son iniciativas privadas, mientras que las garantías de origen surgen de la normativa europea.

## Gobernanza
La GO se estandariza a través del Sistema Europeo de Certificado Energético (EECS por sus siglas en inglés) proporcionado por la Asociación de Organismos Emisores (AIB por sus siglas en inglés). El EECS estandariza el comercio, la cancelación y el uso de las GO entre los miembros de la AIB.

## Terminología

### Período de producción
Se refiere al mes y año en que se produjo la electricidad o el gas. La Directiva (UE) 2018/2001 relativa al fomento del uso de la energía procedente de fuentes renovables (REDII) da opción a que los países de la Unión Europea (UE) emitan garantías de origen de períodos de producción menores, hasta una hora o incluso un cuarto de hora.

### Emitido
Recoge el mes y el año en que se emitió la GO.

### Transferencia
La transferencia consiste en el intercambio de propiedad de una GO de una parte a otra, normalmente a través de una compraventa.

### Importación y exportación
Las GO pueden originarse en un país distinto del país de consumo (esto quiere decir que la energía eléctrica puede generarse en un país y consumirse en otro). Las GO se pueden importar (exportar) desde otro país, ya sea mediante importación (exportación) o mediante cancelación.
La cancelación de una GO ocurre cuando un usuario final consume la energía que etiqueta. A ese usuario se le asignan los atributos de esa energía garantizada. Cancelar una GO es la única forma de aprovechar sus beneficios y, al mismo tiempo, asegurar que ningún otro usuario final intercambie, venda o utilice el certificado. La información al consumidor y la evitación de la doble contabilidad es el principal objetivo de este sistema.

## Críticas
Se han formulado diversas críticas a las garantías de origen. Las más significativas son las de doble contabilidad y de falta de adicionalidad (las GO no impulsan que haya más energía renovable en el mercado; solo etiquetan la que ya hay). Se han adoptado medidas legislativas y de otro tipo para abordar esas cuestiones.

### Doble contabilidad
El uso de sistemas de certificación de electricidad, como las garantías de origen, supone un riesgo de contar 2 veces la energía renovable si el sistema no está integrado en regulaciones o prácticas de uso adecuadas. La doble atribución significa que varios consumidores se atribuyen haber consumido la misma cantidad de energía renovable.
Esta doble contabilidad ha preocupado en Islandia, un país que produce su energía casi exclusivamente a partir de fuentes renovables. Islandia exporta garantías de origen para la mayor parte de su electricidad. Al mismo tiempo, las empresas islandesas que consumen mucha energía y no reciben garantías de origen afirman producir con electricidad 100 % renovable.
Después de que algunos medios de comunicación informaran de esta situación físicamente imposible, la Asociación de Organismos Emisores (AIB) suspendió las exportaciones de certificados desde Islandia. En abril de 2023, AIB levantó la prohibición y permitió nuevamente las exportaciones desde Islandia, al tiempo que afirmó que la situación no se ha resuelto. 
En Noruega existen problemas similares de doble contabilización, y se conocen desde hace varios años.

### Falta de adicionalidad
Los sistemas de electricidad certificada no conducen necesariamente a la construcción de nuevas instalaciones de energía renovable si los certificados se emiten para instalaciones que ya existen, salvo que incluyan medidas adicionales. Algunos científicos han criticado que dicha contabilidad es, por tanto, problemática y debería evitarse. 